# Psychotria goetzei
Psychotria goetzei är en måreväxtart som först beskrevs av Karl Moritz Schumann, och fick sitt nu gällande namn av Ernest Marie Antoine Petit. Psychotria goetzei ingår i släktet Psychotria och familjen måreväxter.

## Underarter
Arten delas in i följande underarter:
- P. g. goetzei
- P. g. meridiana
- P. g. platyphylla